# Ceratina ruwenzorica
Ceratina ruwenzorica är en biart som beskrevs av Cockerell 1937. Ceratina ruwenzorica ingår i släktet märgbin, och familjen långtungebin. Inga underarter finns listade i Catalogue of Life.